# Stixis scandens
Stixis scandens är en tvåhjärtbladig växtart som beskrevs av João de Loureiro. Stixis scandens ingår i släktet Stixis och familjen Stixaceae. Inga underarter finns listade i Catalogue of Life.